# Jörg-Michael Koerbl
Jörg-Michael Koerbl (* 1950 in Stendal) ist ein deutscher Schriftsteller, Dramaturg, Regisseur und Schauspieler.

## Leben
Koerbl arbeitete u. a. als Transportarbeiter, Schiffsbeheizer, Anschläger und Friedhofsgärtner. Er studierte Schauspiel, Theater und Literaturwissenschaften und war Bühnenarbeiter und Inspizient am Theater Rudolstadt. Seit 1978 war er als Dramaturg, Regisseur, Autor und Schauspieler tätig und arbeitete u. a. für die Volksbühne Berlin, das Deutsche Theater Berlin und das Berliner Ensemble. Als Schauspieler wurde er mehrfach von Heiner Müller besetzt. Neben Theaterstücken schrieb Koerbl auch Gedichte und Hörspiele. 1990 führte er Regie bei der Uraufführung seines Stückes Gorbatschow-Fragment an der Volksbühne. Zweisprache Weiße Rose Sophie wurde im Februar 2002 Hörspiel des Monats.
Koerbl zog 2002 mit seiner Frau Gabriele Koerbl nach Martinique, wo sie 2007 starb.

## Theaterstücke
- Adolf Hitler
- Alles oder Etwas
- Alte Männer am Meer
- Der Doppelmord in der Rue Morgue
- Die Eine und die Andere
- Die Kommunisten
- Gorbatschow-Fragment
- Die Grenze
- Ein Jedermannsmontag in der Steppe[2]
- Es wird, wie es bleibt
- Familie
- Frieder und Katerlieschen
- Gefährliche Menschen
- Hasselbach Nazi Hass
- Immanuel Kleist
- Kamerad Hass
- Little Girl
- Neues Deutschland
- Stasikaputt,
- Zauberstein
- Zirkus von hinten

## Hörspiele (Auswahl)
Quelle: ARD-Hörspieldatenbank
Autor/Regie:
- 1981: Der Kaiser weint – Regie: Uwe Haacke (Original-Hörspiel, Kinderhörspiel – Rundfunk der DDR)
- 1983: Alte Männer am Meer – Regie: Hans Rosenhauer (Hörspiel – NDR)
- 1991: Edgar Allan Poe: Der Doppelmord in der Rue Morgue (Regie) (Hörspielbearbeitung – Funkhaus Berlin)
- 2003: Zweisprache Weiße Rose Sophie. Zum 60. Jahrestag der Hinrichtung von Sophie und Hans Scholl am 22. Februar 1943 (auch Regie) (Originalhörspiel – SFB/ORB)
  - Auszeichnungen: Hörspieltext beim ORB-Hörspielwettbewerb 2001 (3. Platz) und Hörspiel des Monats Februar 2003
- 2009: Kosemund – Regie: Wolfgang Rindfleisch (Originalhörspiel, Kriminalhörspiel – Deutschlandradio)

Übersetzung aus dem Italienischen:
- 1985: Niccolò Machiavelli: Mandragola – Regie: Joachim Staritz (Hörspielbearbeitung – Rundfunk der DDR)

Sprecher:
- 1988: Bertolt Brecht: Untergang des Egoisten Fatzer. Ein Fragment (Fatzer) – Bearbeitung und Regie: Heiner Müller (Hörspielbearbeitung – Rundfunk der DDR)

Die ARD-Hörspieldatenbank verzeichnet weitere 20 Produktionen, bei denen er als Sprecher gelistet ist.